# Antromysis cenotensis
Antromysis cenotensis är en kräftdjursart som beskrevs av Creaser 1936. Antromysis cenotensis ingår i släktet Antromysis och familjen Mysidae. Inga underarter finns listade i Catalogue of Life.